# South Hill (Cornovaglia)
South Hill (Bre Dheghow in lingua cornica) è un villaggio e parrocchia civile dell'Inghilterra, appartenente alla contea della Cornovaglia.